# ریلاینس کپیتال
ریلاینس کپیتال (انگلیسی: Reliance Capital) شرکت خدمات مالی هندی است، که در سال ۱۹۸۶ توسط دیروبهائی امبانی تأسیس شد.